# Cornel Dinu
Cornel Dinu (nacido el 2 de agosto de 1948, en Târgovişte, Rumania) es un exfutbolista y actual entrenador rumano. Jugó como defensa central y debutó en la primera liga rumana en 1966, para el Dinamo Bucarest. Permaneció en el Dinamo durante toda su carrera, ganando seis ligas rumanas y dos Copas de Rumania. Está considerado uno de los más célebres jugadores en la historia de dicho club. 
Dinu jugó 75 partidos en la selección de fútbol de Rumania (entre 1968 y 1981), marcando 7 goles. Jugó en la Copa Mundial de fútbol de 1970. 
Fue entrenador del Dinamo de Bucarest en varias ocasiones : 1984-1985, 1996, 1998-2001 y 2002-2003. También fue entrenador de Rumania en 1992-1993. 